# Gullmarsleden
Gullmarsleden är en allmän färjeled över fjorden Gullmarn mellan Finnsbo och Skår i Bohuslän. Färjelinjen är 1,85 km (1,0 sjömil) lång och är en del av Länsväg 161. Gullmarsleden är en av Trafikverket Färjerederiets tolv färjeleder i Västra Götalands län.
Vägfärjan M/S Neptunus fick ett systerfartyg på Gullmarsleden sommaren 2019, M/S Tellus, som till skillnad från Neptunus är en laddhybridfärja, och drivs med elektricitet genom batterier.
Gullmarsleden har tidigare trafikerats av bland andra Trafikverket Färjerederiets snabbaste och näst största färja M/S Gullbritt och den största, M/S Saturnus.